# 高千穂ユースホステル
高千穂ユースホステル（たかちほユースホステル）は、かつて日本ユースホステル協会に加盟していた宮崎県高千穂町のユースホステル。日本で最も高い鉄道橋であった高千穂橋梁のふもとに建っていた。

## 設備
- 個人や小グループに適している
- 団体の利用に適している
- グループで一室利用可
- 駐車場あり
- 駐輪場あり
- 洗濯機あり
- 乾燥機あり
- 荷物預かりあり
- 周辺に温泉あり
- レンタサイクルあり

## アクセス
高千穂バスターミナルより送迎有（要連絡）

## 周辺情報
- 高千穂橋梁
- 天岩戸神社
- 高千穂神社
- 槵觸神社
- 高千穂峡